# Japans jämställdhetsminister
Japans jämställdhetsminister är en minister i Japans regering. Jämställdhetsministern är i Japans regering en minister med särskild portfölj som inte är chef för ett ministerium och har placering på kabinettskansliet (naikaku-fu).

## Försvarsministrar
- 1 och 2. Yasuo Fukuda, regeringen Koizumi I (andra ombildningen) och regeringen Koizumi II, LDP, 22 september 2003–7 maj 2004
- 3 och 4. Hiroyuki Hosoda, regeringen Koizumi II (ombildad) och regeringen Koizumi III, LDP, 7 maj 2004–31 oktober 2005
- 5 och 6. Yōko Kamikawa, regeringen Shinzō Abe I (ombildad) och regeringen Yasuo Fukuda, LDP, 27 augusti 2007–2 augusti 2008
- 7. Kyōko Nakayama, regeringen Yasuo Fukuda (ombildad), LDP, 2 augusti 2008–24 september 2008
- 8. Yūko Obuchi, regeringen Asō, LDP, 24 september 2008–16 september 2009
- 9. Mizuho Fukushima, regeringen Yukio Hatoyama, SDP, 16 september 2009–28 maj 2010
- Hirofumi Hirano, regeringen Yukio Hatoyama, DPJ, 28 maj 2010–8 juni 2010
- 10. Kōichirō Gemba, regeringen Kan, DPJ, 8 juni 2010–17 september 2010
- 11. Tomiko Okazaki, regeringen Kan (första ombildningen), DPJ, 17 september 2010–14 januari 2011
- 12. Kaoru Yosano, regeringen Kan (andra ombildningen), partilös, 14 januari 2011–2 september 2011
- 13. Renhō Saitō, regeringen Noda, DPJ, 2 september 2011–13 januari 2012
- 14. Katsuya Okada, regeringen Noda (första ombildningen), DPJ, 13 januari 2012–10 februari 2012
- 15. Masaharu Nakagawa, regeringen Noda (andra ombildningen), DPJ, 10 februari 2012–1 oktober 2012
- 16. Ikkō Nakatsuka, regeringen Noda (tredje ombildningen), DPJ, 1 oktober 2012–26 december 2012
- 17. Masako Mori, regeringen Shinzō Abe II, LDP, 26 december 2012–3 september 2014
- 18 och 19. Haruko Arimura, regeringen Shinzō Abe II (ombildad) och regeringen Shinzō Abe III, LDP, 3 september 2014–7 oktober 2015
- 20. Katsunobu Kato, regeringen Shinzō Abe III (första ombildningen) och regeringen Shinzō Abe III (andra ombildningen), LDP, 7 oktober 2015–3 augusti 2017
- 21. Masaji Matsuyama, regeringen Shinzō Abe III (tredje ombildningen), LDP, 3 augusti 2017–1 november 2017
- 22. Seiko Noda, regeringen Abe IV, LDP, 1 november 2017–2 oktober 2018
- 23. Satsuki Katayama, regeringen Shinzō Abe IV (första ombildningen), LDP, 2 oktober 2018–11 september 2019
- 24 och 25. Seiko Hashimoto, regeringen Shinzō Abe IV (andra ombildningen) och regeringen Suga, LDP, 11 september 2019–18 februari 2021
- 26. Tamayo Marukawa, regeringen Suga, LDP, 18 februari 2021–4 oktober 2021
- 27 och 28. Seiko Noda, regeringen Kishida I och regeringen Kishida II, LDP, 4 oktober 2021–10 augusti 2022
- 29. Masanobu Ogura, Regeringen Kishida II (första ombildningen), LDP, 10 augusti 2022–13 september 2023
- 30. Ayuko Katō, Regeringen Kishida II (andra ombildningen), LDP, 13 september 2023–1 oktober 2024
- 31. Junko Mihara, regeringen Ishiba I, LDP, 1 oktober 2024–

Denna lista hämtas från Wikidata. Informationen kan ändras där.